# Lilla Jönssonligan på kollo
Lilla Jönssonligan på kollo är en svensk film från 2004, regisserad och skriven av Christjan Wegner. Det är den tredje filmen av fyra om Lilla Jönssonligan, dock med andra skådespelare än de två första filmerna (förutom Loa Falkman som ännu en gång spelar direktör Wall-Enberg).
Hans Mosesson och Paul Tilly spelar sina roller som Stig och Ulf från ICA:s reklamfilmer.

## Handling
Junior och Biffen lurar Jönssonligan i en fälla, vilket leder till att ligan skickas till kollot Vindpinan på Gotland över sommarlovet. Vid hamnen på fastlandet före båtens avgång försöker de att smita genom att gömma sig i en behållare med får som lastas på båten, och när besättningen får reda på det skickas ligan stinkande av får ner till kolpannan och tvingas arbeta. De försöker att vända genom att sätta maskintelegrafen, som finns även i maskinrummet, på bakåt, men kaptenen ändrar tillbaka till framåt.
Väl framme hamnar de genast i trubbel av de två kollofröknarnas, Rask och Fridh, ordningsregler och får dagligen en massa extra-/straffarbeten istället för att leka med de andra barnen på lediga stunder, dessutom väckning klockan sex på mornarna och läggning åtta på kvällarna är inte direkt vad de drömt om i sommar.
I början är det främsta Sickan fokuserar på att fly därifrån, men efter ett tag får han istället en plan hur de ska komma över ett sovjetiskt skepp lastat med godis i samband med det fuffens direktör Wall-Enberg har för sig på sin sommargård som är grannbyggnad med kollobyggnaderna och Wall-Enberg själv är kollots ägare. Jönssonligan får med tiden även misstankar över de två kollofröknarna för att de spionerar mot Wall-Enbergs hus om kvällarna, men särskilt egendomligt att fröken Fridh är en man som är utklädd till kvinna. Utöver allt annat får Harry lite problem med svartsjuka eftersom Doris tillbringar sommaren hos Junior.

## Rollista
- Conrad Cronheim – Charles-Ingvar "Sickan" Jönsson
- Buster Söderström – Ragnar Vanheden
- Anton Pettersson – Dynamit-Harry
- Maja Dosthe – Doris
- Max Holmstrand – Junior
- Hampus Andersson-Gill – Biffen
- Lukas Benjaminsson – Svante
- Wilhelm Fredriksson – Erik
- Loa Falkman – direktör Wall-Enberg
- Sten Ljunggren – vaktmästaren
- Pia Johansson – advokat Märta Gabrielsson
- Allan Nilsson – kapten på Gotlandsbåten
- Bengt-Åke Rundqvist – maskinist på Gotlandsbåten
- Cecilia Ljung – Fröken Rask
- Tommy Andersson – Fröken Fridh
- Leif Andrée – professor Rixil
- Roddy "Hero" Benjaminson – loket
- Lars Jacobsson – doktorn
- Hans Mosesson – Stig[3]
- Paul Tilly – Ulf[2]